# Matar Saudades
Matar Saudades é um filme português de 1988 do género drama (com elementos de western), realizado por Fernando Lopes e escrito em conjunto com Carlos Saboga e António-Pedro Vasconcelos. A longa-metragem de ficção é protagonizada por Rogério Samora, no papel de Abel, um homem que, depois de ter emigrado para França, regressa à sua aldeia transmontana preparado para se vingar. O filme foi rodado, na sua maioria, na aldeia de Sonim (Valpaços). Matar Saudades foi lançado comercialmente nos cinemas de Portugal a 26 de agosto de 1988.

## Sinopse
Abel, de 47 anos, emigrado em França, é um homem marcado pela experiência da Guerra Colonial, bem como por uma vida dura e difícil num país estranho. Transporta várias cicatrizes psicológicas de muitas batalhas perdidas. Decide regressar a salto a Portugal, muito apreensivo devido a uma carta do irmão Pedro, onde este o avisava que tudo tinha mudado, incluindo Teresa, a mulher que deixara no país. Abel pretende ajustar contas com as traições que lhe foram feitas e recuperar o amor da mulher que o esqueceu. Um camionista leva-o até à sua aldeia perto da fronteira, na região de Valpaços (Trás-os-Montes).
Abel avista dos montes da sua infância a aldeia de Sonim. Tudo, de longe, parece nos mesmos lugares. Até o seu velho cão é o que resta do passado. A aldeia aparenta estar imutável, mas em breve vai descobrir que tudo não passa de uma ilusão. Em Sonim prepara-se a representação do "Ato da Paixão", em que Teresa participa. Abel retoma os gestos antigos e monta um plano de vingança. Pretende eliminar, um a um, os pretendentes de Teresa, até consumar no "Ato da Paixão", em plena representação, a morte da própria Teresa.

## Elenco
- Rogério Samora, como Abel.[7]
- Teresa Madruga, como Teresa.[8]
- Pedro Efe, como Pedro, camionista.
- Alexandre de Sousa, como Heliodoro.
- Eunice Muñoz, como Avó de Abel e Pedro.
- João Cabral, como Pedro.
- Manuel Cavaco, como Vasco.
- António Reis, como Júlio.
- Lurdes Rodrigues, como Linda.
- Laura Soveral, como Mãe de Teresa.[9]
- Canto e Castro, como Pai de Teresa.

## Equipa técnica
- Realização: Fernando Lopes[10]
- Argumento: António-Pedro Vasconcelos, Carlos Saboga e Fernando Lopes[11]
- Som: Zezé Gamboa
- Caracterização: Margarida Miranda
- Figurinos: Gabriela Cerqueira
- Direção de fotografia: António Escudeiro[12]
- Direção de produção: Fernando Matos Silva
- Direção de som: Antoine Bonfanti
- Mistura de som: Antoine Bonfanti
- Montagem: Alexandre Gonçalves
- Seleção de música: Diogo Seixas Lopes
- Produção executiva: José Luís Vasconcelos

## Produção

### Desenvolvimento
Após realizar filmes como Belarmino e Crónica dos Bons Malandros, Fernando Lopes relatou um desejo de se confrontar com a abordagem de escrita de um argumento e de todo o trabalho prévio que isso acarreta. Nas suas palavras, "achei que era preciso recuperar as narrativas no cinema, voltar a contar histórias e a criar personagens. Eu costumava dizer por altura do Matar Saudades que no cinema português havia décor a mais e personagens a menos." A ideia para o filme surgiu quando Lopes leu uma notícia de jornal sobre um emigrante que regressa a Portugal para matar a esposa, e desenvolveu-se em conversas com António-Pedro Vasconcelos. O realizador convidou depois Carlos Saboga, quem mais contribuiu para a escrita do argumento, através dos diálogos e definição da narrativa.
Matar Saudades é uma produção portuguesa da Opus Filmes, com a participação financeira do Instituto Português de Cinema, Radiotelevisão Portuguesa e Fundação Calouste Gulbenkian.

### Rodagem
A rodagem de Matar Saudades decorreu entre outubro e dezembro de 1986. Apesar de, na sua maioria, as gravações terem decorrido na aldeia de Sonim (Valpaços), algumas cenas foram também rodadas em Vilar Formoso. A equipa contou com a colaboração da Guarda Nacional Republicana para a utilização do cão Tuy.
Lopes revelou que surgiram inúmeros contratempos ao longo deste processo, acima de tudo pela falta de profissionalismo e de disciplina de produção da equipa: "Não era só de uma questão de meios, porque esses até os tinha, mas foi tudo feito muito entre amigos e naquela época já não se podia produzir um filme em termos de amiguismo". Outro constrangimento decorreu da escolha da película Fuji para rodar Matar Saudades. Sendo uma novidade na Europa, o diretor de fotografia não a conhecia bem e decorreram problemas com as tonalidades do filme. Esta obra marca a primeira colaboração do realizador com Rogério Samora que, apesar de inicialmente não ter sido desprovida de percalços, se viria a repetir no futuro.

## Temas e estética
Em Matar Saudades refletem-se alguns dos temas mais caros ao cinema de Lopes, como a nostalgia do passado e as dificuldades de adaptação à inevitabilidade transformadora do presente. Tal como em Nacionalidade: Português e Nós Por Cá Todos Bem, Fernando Lopes aborda a temática da imigração portuguesa, mas nesta obra não propõe qualquer discurso (sociológico ou metafísico) para explicar as características de Abel. Segundo o cinéfilo João Bénard da Costa, "para uma visão tão radicalmente panteísta, Fernando Lopes não procurou apoios em textos. Mas no imaginário cinematográfico português que já fora a essas terras para ver (Oliveira, certamente, mas mais ainda António Reis) e no imaginário mítico cinematográfico, onde as paixões dos homens mais radicais foram." Nesta sua abordagem, tentando relacionar a ideia de viagem e as viagens interiores, Fernando Lopes procurou recuperar o modelo de Odisseia: Do mesmo modo que Ulisses volta a Ítaca, Abel regressa a Trás-os-Montes.
A estética do filme remonta igualmente a referências do cinema western (em particular de King Vidor, Raoul Walsh e John Ford). A personagem de Teresa foi mesmo comparada a Mercedes McCambridge de Johnny Guitar. Bénard da Costa caracterizou ainda o filme, a par com Uma Abelha na Chuva e Nós Por Cá Todos Bem, de fruto da visão "de um lisboeta sobre a Beira Litoral, ou Trás-os-Montes".

## Distribuição
Matar Saudades teve uma ante-estreia a 6 de novembro de 1987, na Cinemateca Portuguesa (Lisboa). A distribuição comercial do filme em Portugal, pela Filmes Lusomundo, iniciou-se a 26 de agosto de 1988, data em que estreou nos cinemas Quarteto e Amoreiras (Lisboa). Na Holanda, a longa-metragem foi também distribuída, a partir de 16 de agosto de 1991.

## Receção crítica
Numa recensão de mesmo nome sobre Matar Saudades, Joaquim Leitão defende: "penso que o filme começa a ser vítima do talento do próprio realizador, levando-o a menorizar os riscos de um argumento «inacabado», confiante na sua capacidade mais que provada - nos seus filmes e não só 4 - em «criar» o filme na montagem. Mas a estrutura simples, linear - incontornável - de Matar Saudades não dá muito espaço para «golpes de asa» de montagem que preenchessem o «vazio» que vem do argumento. Um «vazio» que o estilo de filmagem -a opção por um olhar sóbrio, que nunca é «frio» mas, no entanto, se mantém «distante» - não ajudou a colmatar."